# Аспарухово (Монтанская область)
Аспарухово (болг. Аспарухово) — село в Болгарии. Находится в Монтанской области, входит в общину Медковец. Население составляет 519 человек.

## Политическая ситуация
В местном кметстве Аспарухово, в состав которого входит Аспарухово, должность кмета (старосты) исполняет Веселин Славчев Василев (болг. партия на Българските жени) по результатам выборов.
Кмет (мэр) общины Медковец — Венцислав Евгениев Куткудейски (Болгарская социалистическая партия (БСП)) по результатам выборов.